# Liste der UN-Missionen in Afrika
UN-Friedensmissionen in Afrika:
| Namenskürzel              | amtliche deutsche Übersetzung | englische Bezeichnung | französische Bezeichnung | Resolution | Staaten                       | Beginn | Ende |
| ------------------------- | --- | --- | --- | ---------- | ----------------------------- | ------ | ---- |
| Beendete Missionen        | | | |            |                               |        |      |
| ONUC                      | Operation der Vereinten Nationen im Kongo | United Nations Operation in the Congo | Opération des Nations Unies au Congo | 143        | Demokratische Republik Kongo  | 1960   | 1964 |
| UNAVEM I                  | Verifikationsmission der Vereinten Nationen in Angola I | United Nations Angola Verification Mission I | Mission de vérification des Nations Unies en Angola I | 626        | Angola                        | 1988   | 1991 |
| UNTAG                     | Unterstützungseinheit der Vereinten Nationen für die Übergangszeit | United Nations Transition Assistance Group | Groupe d’assistance des Nations Unies pour la période de transition en Namibie (GANUPT) | 632        | Namibia                       | 1989   | 1990 |
| UNAVEM II                 | Verifikationsmission der Vereinten Nationen in Angola II | United Nations Angola Verification Mission II | Mission de vérification des Nations Unies en Angola II | 696        | Angola                        | 1991   | 1995 |
| UNOSOM I                  | Operation der Vereinten Nationen in Somalia I | United Nations Operation in Somalia I | Opération des Nations Unies en Somalie I (ONUSOM I) | 751        | Somalia                       | 1992   | 1993 |
| ONUMOZ                    | Operation der Vereinten Nationen in Mosambik | United Nations Operations in Mozambique | Opération des Nations unies au Mozambique | 797        | Mosambik                      | 1992   | 1994 |
| UNOSOM II                 | Operation der Vereinten Nationen in Somalia II | United Nations Operation in Somalia II | Opération des Nations Unies en Somalie II (ONUSOM II) | 814        | Somalia                       | 1993   | 1995 |
| UNOMUR                    | Beobachtermission der Vereinten Nationen in Ruanda und Uganda | United Nations Observer Mission Uganda-Rwanda | Mission d'observation des Nations Unies Ouganda-Rwanda (MONUOR) | 846        | Ruanda, Uganda                | 1993   | 1994 |
| UNOMIL                    | Beobachtermission der Vereinten Nationen in Liberia | United Nations Observer Mission in Liberia | Mission d’observation des Nations Unies au Libéria | 866        | Liberia                       | 1993   | 1997 |
| UNAMIR                    | Unterstützungsmission der Vereinten Nationen für Ruanda | United Nations Assistance Mission for Rwanda | Mission des Nations unies pour l'assistance au Rwanda (MINUOR) | 872        | Ruanda                        | 1993   | 1996 |
| UNASOG                    | Beobachtergruppe der Vereinten Nationen im Aouzoustreifen | United Nations Aouzou Strip Observer Group | Groupe d'observateurs des Nations Unies dans la bande d'Aouzou (GONUBA) | 915        | Tschad, Libyen                | 1994   | 1994 |
| UNAVEM III                | Verifikationsmission der Vereinten Nationen in Angola III | United Nations Angola Verification Mission III | Mission de vérification des Nations Unies en Angola III | 976        | Angola                        | 1995   | 1997 |
| MONUA                     | Beobachtermission der Vereinten Nationen in Angola | United Nations Observer Mission in Angola | Mission d’Observation des Nations Unies en Angola | 1118       | Angola                        | 1997   | 1999 |
| MINURCA                   | Mission der Vereinten Nationen in der Zentralafrikanischen Republik | United Nations Mission in the Central African Republic | Mission des Nations Unies en République centrafricaine | 1159       | Zentralafrikanische Republik  | 1998   | 2000 |
| UNOMSIL                   | Beobachtermission der Vereinten Nationen in Sierra Leone | United Nations Observer Mission in Sierra Leone | Mission d'observation des Nations Unies en Sierra Leone (MONUSIL) | 1181       | Sierra Leone                  | 1998   | 1999 |
| UNAMSIL                   | Mission der Vereinten Nationen in Sierra Leone | United Nations Mission in Sierra Leone | Mission des Nations unies en Sierra Leone | 1270       | Sierra Leone                  | 1999   | 2005 |
| ONUB                      | Mission der Vereinten Nationen in Burundi | United Nations Operation in Burundi | Opération des Nations Unies au Burundi | 1545       | Burundi                       | 2004   | 2006 |
| UNIOSIL                   | Integriertes Büro der Vereinten Nationen in Sierra Leone | United Nations Integrated Office for Sierra Leone | Bureau intégré pour la consolidation de la paix en Sierra Leone (BINUSIL) |            | Sierra Leone                  | 2006   | 2008 |
| UNMEE                     | Mission der Vereinten Nationen in Äthiopien und Eritrea | United Nations Mission in Ethiopia and Eritrea | Mission des Nations unies en Éthiopie et en Érythrée (MINUEE) | 1320       | Äthiopien, Eritrea            | 2000   | 2008 |
| UNIPSIL                   | Integriertes Büro der Vereinten Nationen für die Friedenskonsolidierung in Sierra Leone                                                                                    | United Nations Integrated Peacebuilding Office in Sierra Leone                                                                                                   | Bureau intégré pour la consolidation de la paix en Sierra Leone (BINUCSIL) | 1829       | Sierra Leone                  | 2008   | 2014 |
| BINUB                     | Integriertes Büro der Vereinten Nationen in Burundi | United Nations Integrated Office in Burundi | Bureau Intégré des Nations Unies au Burundi | 1719       | Burundi                       | 2007   | 2010 |
| MINURCAT                  | Mission der Vereinten Nationen in der Zentralafrikanischen Republik und in Tschad                                                                                          | United Nations Mission in the Central African Republic and Chad                                                                                                  | Mission des Nations Unies en République Centrafricaine et au Tchad | 1778       | Tschad                        | 2007   | 2010 |
| UNMIS                     | Mission der Vereinten Nationen im Sudan | United Nations Mission in Sudan | Mission des Nations unies au Soudan | 1590       | Sudan                         | 2005   | 2011 |
| BNUB                      | Integriertes Büro der Vereinten Nationen in Burundi | United Nations Office in Burundi | Bureau des Nations Unies au Burundi | 1959       | Burundi                       | 2011   | 2014 |
| ONUCI                     | Operation der Vereinten Nationen in Côte d’Ivoire | United Nations Operation in Côte d'Ivoire | Opération des Nations Unies en Côte d’Ivoire | 1528       | Elfenbeinküste                | 2004   | 2017 |
| UNMIL                     | Mission der Vereinten Nationen in Liberia | United Nations Mission in Liberia | Mission des Nations unies au Libéria | 1509       | Liberia                       | 2003   | 2018 |
| UNIOGBIS                  | Mission der Vereinten Nationen zur Stabilisierung des afrikanischen Landes Guinea-Bissau                                                                                   | United Nations Integrated Peacebuilding Office in Guinea-Bissau                                                                                                  | Oficina Integrada de les Nacions Unides per la Consolidació de la Pau a Guinea Bissau | 1233       | Guinea-Bissau                 | 1999   | 2020 |
| UNAMID                    | Hybrider Einsatz der Afrikanischen Union und der Vereinten Nationen in Darfur                                                                                              | African Union/United Nations Hybrid Operation in Darfur (Kürzel ursprünglich von United Nations Mission in Darfur)                                               | African Union/United Nations Hybrid Operation in Darfur | 1769       | Sudan/Darfur                  | 2007   | 2020 |
| MINUSMA                   | Multidimensionale Integrierte Stabilisierungsmission der Vereinten Nationen in Mali                                                                                        | United Nations Multidimensional Integrated Stabilization Mission in Mali                                                                                         | Mission multidimensionnelle intégrée des Nations Unies pour la stabilisation au Mali | 2100       | Mali                          | 2013   | 2023 |
| Laufende Missionen        | | | |            |                               |        |      |
| MINURSO                   | Mission der Vereinten Nationen für das Referendum in Westsahara | United Nations Mission for the Referendum in Western Sahara | Mission des Nations Unies pour l’organisation d’un référendum au Sahara occidental | 690        | Westsahara                    | 1991   |      |
| MONUSCO (bis 2010: MONUC) | Mission der Vereinten Nationen für die Stabilisierung in der Demokratischen Republik Kongo (bis 2010: Mission der Vereinten Nationen in der Demokratischen Republik Kongo) | United Nations Organization Stabilization Mission in the Democratic Republic of the Congo (bis 2010: United Nations Mission in the Democratic Republic of Congo) | Mission de l'Organisation des Nations unies pour la stabilisation en République démocratique du Congo (bis 2010: Mission de l’Organisation des Nations Unies en République Démocratique du Congo) | 1291       | Demokratische Republik Kongo  | 1999   |      |
| UNISFA                    | Interims-Sicherheitstruppe der Vereinten Nationen für Abyei | United Nations Interim Security Force for Abyei | Force intérimaire de sécurité des Nations Unies pour Abyei | 1990       | Abyei-Gebiet (Sudan/Südsudan) | 2011   |      |
| UNMISS                    | Mission der Vereinten Nationen in Südsudan | United Nations Mission in the Republic of South Sudan | Mission des Nations Unies au Soudan du Sud | 1996       | Südsudan                      | 2011   |      |
| UNSMIL                    | Unterstützungsmission der Vereinten Nationen in Libyen | United Nations Support Mission in Libya | بعثة الأمم المتحدة للدعم في ليبيا | 2009       | Libyen                        | 2011   |      |
| UNSOM                     | UN Mission zur Unterstützung der Mission der Afrikanischen Union in Somalia                                                                                                | United Nations Assistance Mission in Somalia | Mission d'assistance des Nations Unies en Somalie | 2102       | Somalia                       | 2012   |      |
| MINUSCA                   | Multidimensionale Integrierte Stabilisierungsmission der Vereinten Nationen in der Zentralafrikanischen Republik                                                           | United Nations Multidimensional Integrated Stabilization Mission in the Central African Republic                                                                 | Mission multidimensionnelle intégrée des Nations Unies pour la stabilisation de la République centrafricaine                                                                                      | 2149       | Zentralafrikanische Republik  | 2014   |      |